# Cocoon Club

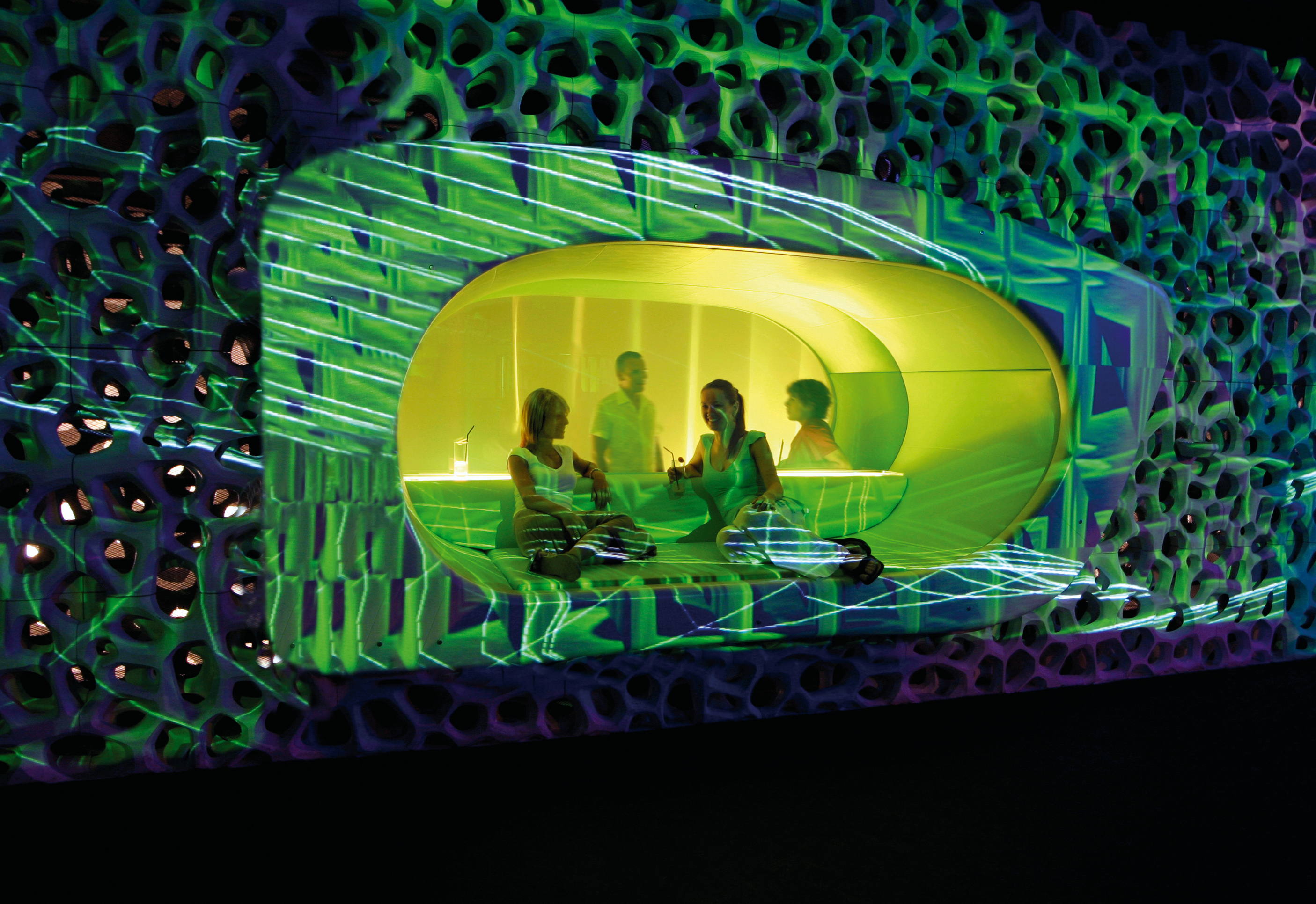
Public Cocoon. Cocoon Club in Frankfurt/Main

Der Cocoon Club war ein Technoclub im Frankfurter Stadtteil Fechenheim in der Carl-Benz-Straße 21, der von 2004 bis 2012 bestand. Gegründet wurde er von Sven Väth, der auch Cocoon Recordings und Cocoon Music Event betreibt. Der Club fasste ca. 1.500 Besucher, besaß zwei Restaurants, mehrere Lounges, Bars und einzelne kleine „Cocoons“ – in die Wand eingelassene Sofanischen – von denen einige extra anzumieten waren. Die Innenarchitektur und das Design des Clubs stammten von dem Wiesbadener Büro 3deluxe. Erwähnenswert waren auch die Tanzeinlagen von Dream and Dare.

## Geschichte

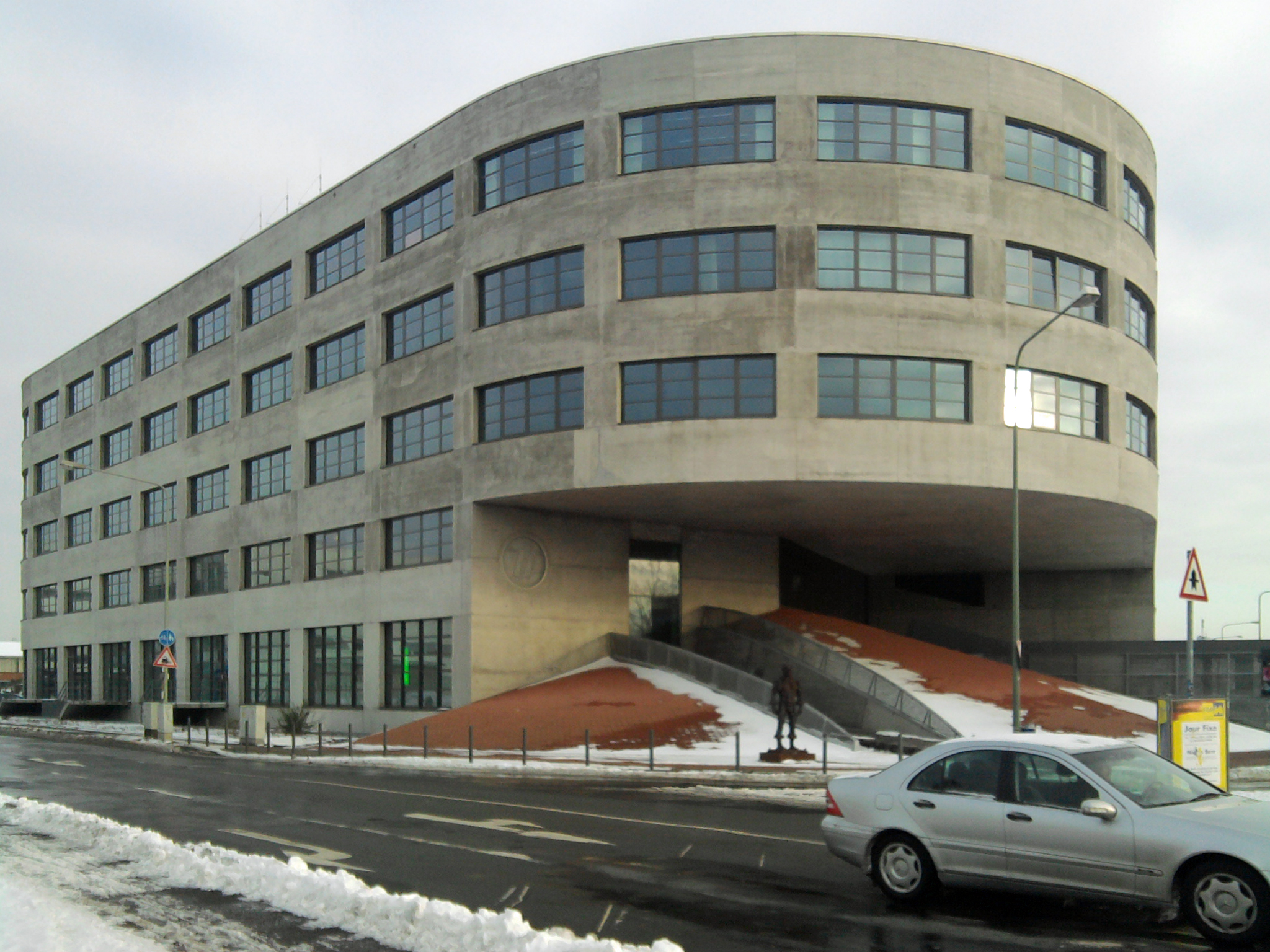
Cocoon Club von außen

Vor der Eröffnung am 18. Juli 2004 war der Begriff Cocoon Club als Veranstaltungsreihe im Frankfurter Club U60311 bekannt, die in regelmäßigen Abständen stattfand, nachdem der Vorgängerclub, das Omen (ebenfalls von Väth mitgegründet, früher Vogue), wegen Abriss des Gebäudes am 18. Oktober 1998 schließen musste. Der von den 3deluxe gestaltete Club im sogenannten U.F.O.-Gebäude, ein Gewerbe-Neubau der Dietz Joppien Architekten AG, kostete angeblich einen zweistelligen Millionenbetrag und wurde unter anderem von einem Geldgeber aus Frankfurt und einer deutschen Hypothekenbank finanziert. Bei einem derdiedas-Vortrag an der BTU Cottbus am 28. November 2007 bestätigten Andreas und Stephan Lauhoff von 3deluxe ein Budget von ca. zehn Millionen Euro. Das Soundsystem von Steve Dash kostete 700.000 Euro.  Am 13. September 2012 stellten die Verantwortlichen des Musikclubs einen Insolvenzantrag beim Frankfurter Amtsgericht. Nach acht Jahren fand am 30. November 2012 die sogenannte Closing Party des Frankfurter Cocoon Clubs statt.
Am 1. März 2013 öffnete als Nachfolger des Cocoon Club das moon13. Betreiber war die Omnia Event Gastro GmbH. Nach mehreren Razzien, bei denen zahlreiche Gesetzesverstöße festgestellt wurden, musste das moon13 im Mai 2018 wieder schließen.
Im Mai 2022 zog der ehemals in der Frankfurter Innenstadt nahe der ehemaligen Zeilgalerie beheimatete Veranstaltungsbetrieb Zoom Club in die Räume des Cocoon Club, nachdem er die alten Räumlichkeiten wegen eines Gebäudeverkaufs verlassen musste. Durch den Umzug wurde der Zoom Club erheblich vergrößert. Die Räumlichkeiten des Cocoon Club wurden zu einem Veranstaltungsbetrieb mit drei Hauptbereichen umgebaut, die laut Betreiber einzeln jeweils 1.800, 500 und 200 Personen fassen, zusammen mit den restlichen Bereichen insgesamt 2.700 Personen. Dies sind ca. 1200 Personen mehr als der Cocoon Club fasste.

## Musik

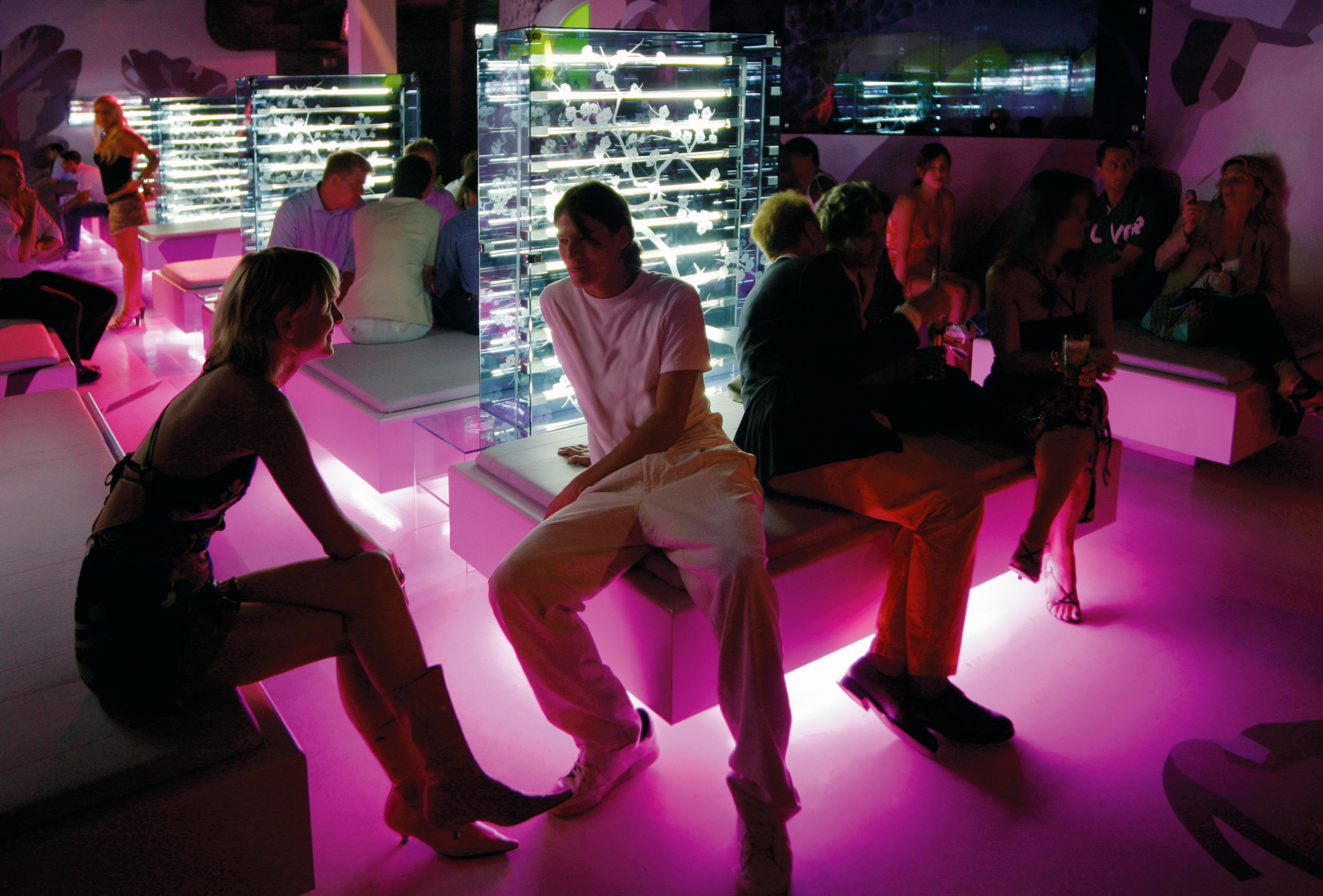
InBetween-Lounge mit Bar

Resident DJs waren unter anderem DJ Karotte, Sven Väth, Toni Rios und C-Rock. Zu den Gast-DJs gehörten Künstler der Techno, Trance- und House-Szene wie beispielsweise Richie Hawtin, Ricardo Villalobos, DJ Hell, Zombie Nation, Richard Bartz, Tiefschwarz, Turntablerocker, Matthias Vogt, Monika Kruse, Above & Beyond, Armin van Buuren und weitere. Der Club wurde bereits in seinem Gründungsjahr 2004 sowie auch in den Jahren 2005, 2006 und 2007 durch die Musikzeitschriften Groove und Raveline zum besten Technoclub des Jahres gewählt. Der Club hatte freitags und samstags geöffnet.
Seit Anfang 2012 wurde für die Freitage verstärkt Trance ins reguläre Programm genommen. Im März 2012 machten Above & Beyond den Anfang, gefolgt von Armin van Buuren im Mai, ATB im Juni sowie Markus Schulz im November 2012.

## Sonstiges

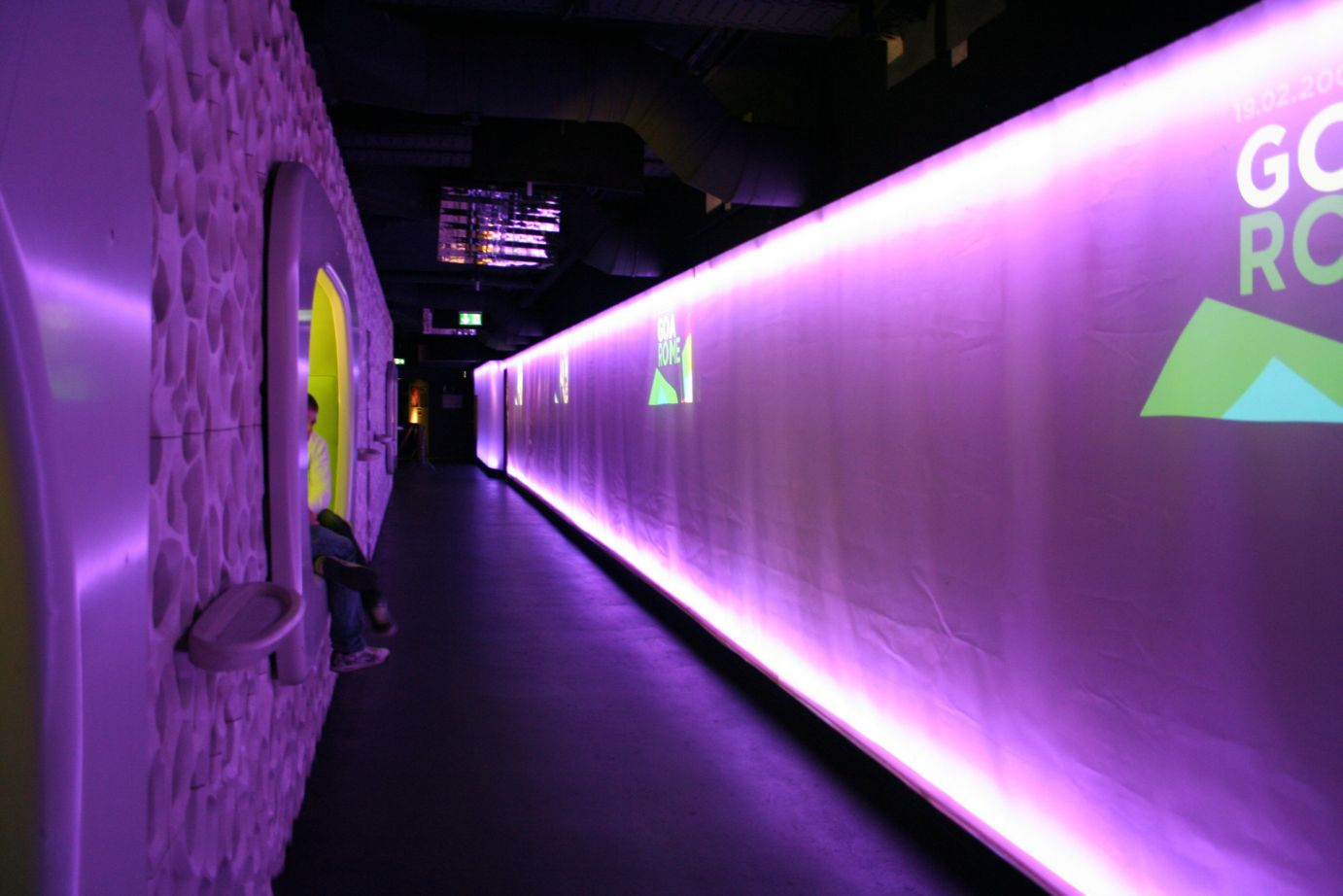
Projektionen im Rundgang

Außer dem Cocoon Club selbst mit einer 100 Meter langen 360°-Projektionsfläche gehörten zum Club auch zwei gehobene Restaurants, das Micro sowie das als „Liegerestaurant“ bekannt gewordene Silk. Beide Restaurants standen unter der Leitung des Kochs Mario Lohninger und stellten Mitte 2012 den öffentlichen Betrieb ein.
Unter der Woche fanden im Cocoon Club private Unternehmensfeiern, Präsentationen und Konzerte statt.
Cocoon war auch der Name einer von Sven Väth veranstalteten Partyreihe im Amnesia auf Ibiza. Diese Partys fanden drei Monate lang im Sommer statt und begannen mit einer großen Opening Party. Das Amnesia verwandelte sich dann jeden Montagabend in den Cocoon Club Ibiza. Am Ende der Saison gab es eine Closing Party.
Die Guest Relations des Hauses wurden bis 2010 von Marlene Deluxe betreut.